# Scutellaria javanica
Scutellaria javanica là một loài thực vật có hoa trong họ Hoa môi. Loài này được Jungh. miêu tả khoa học đầu tiên năm 1853.

## Hình ảnh

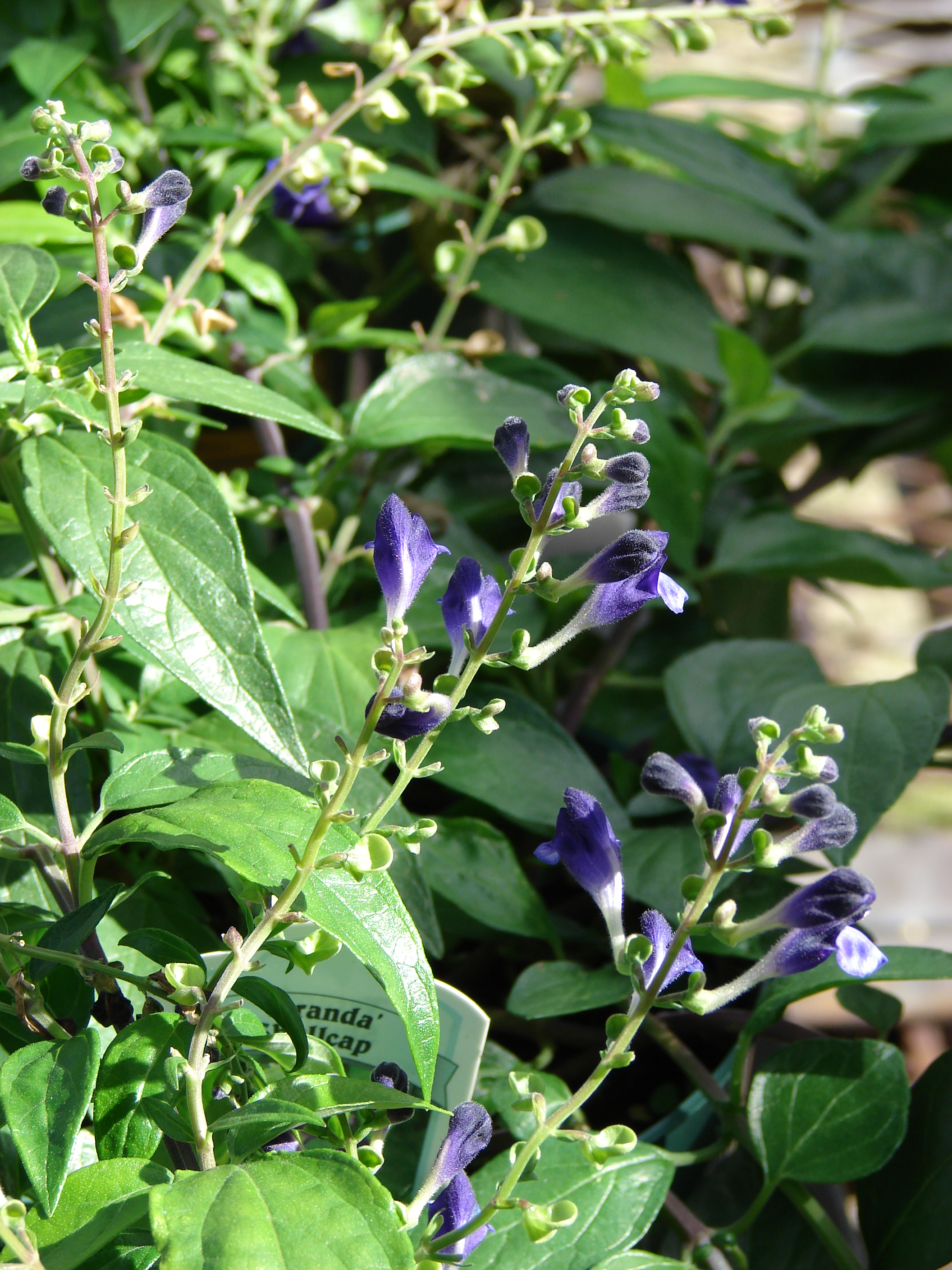
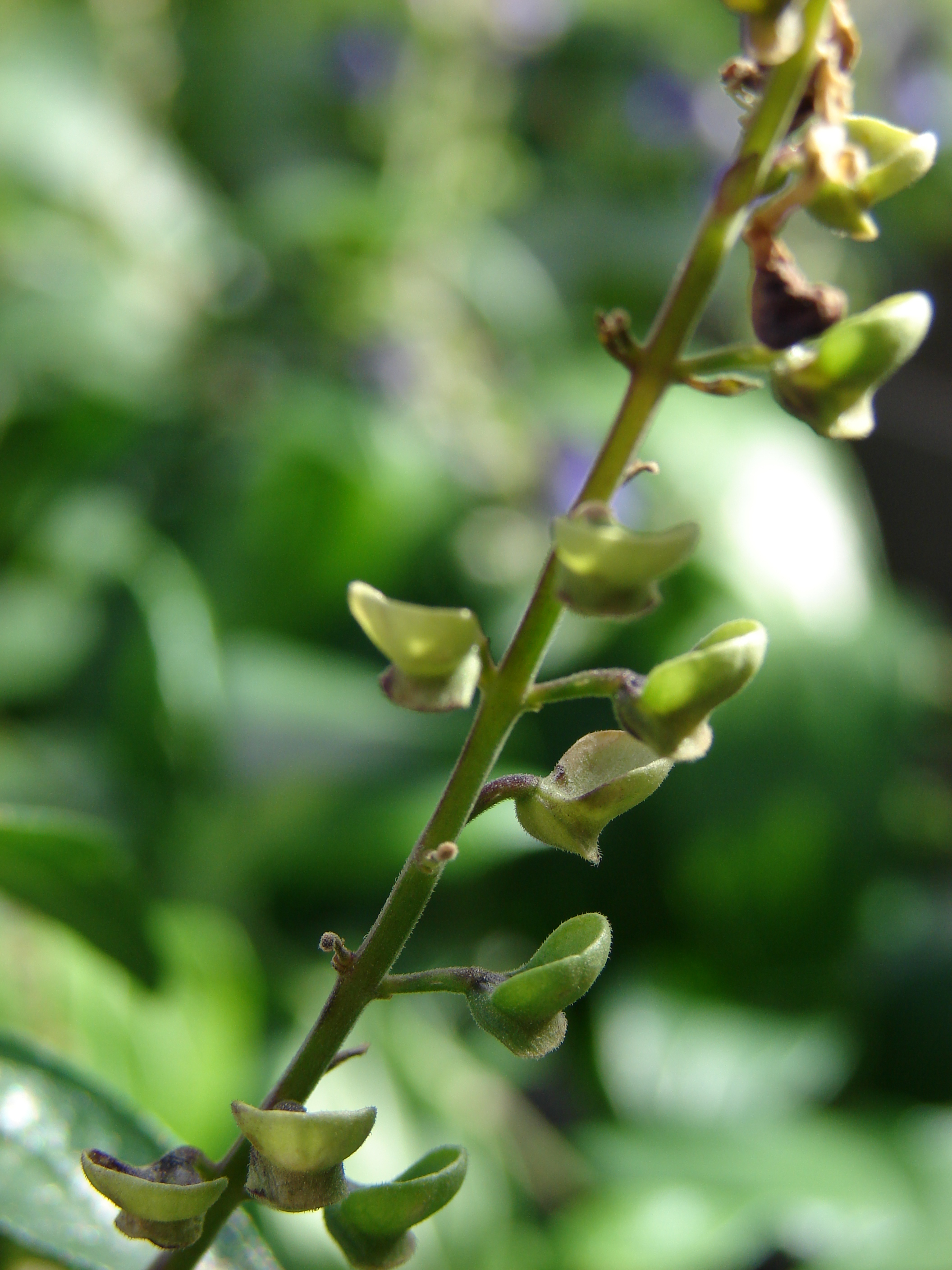
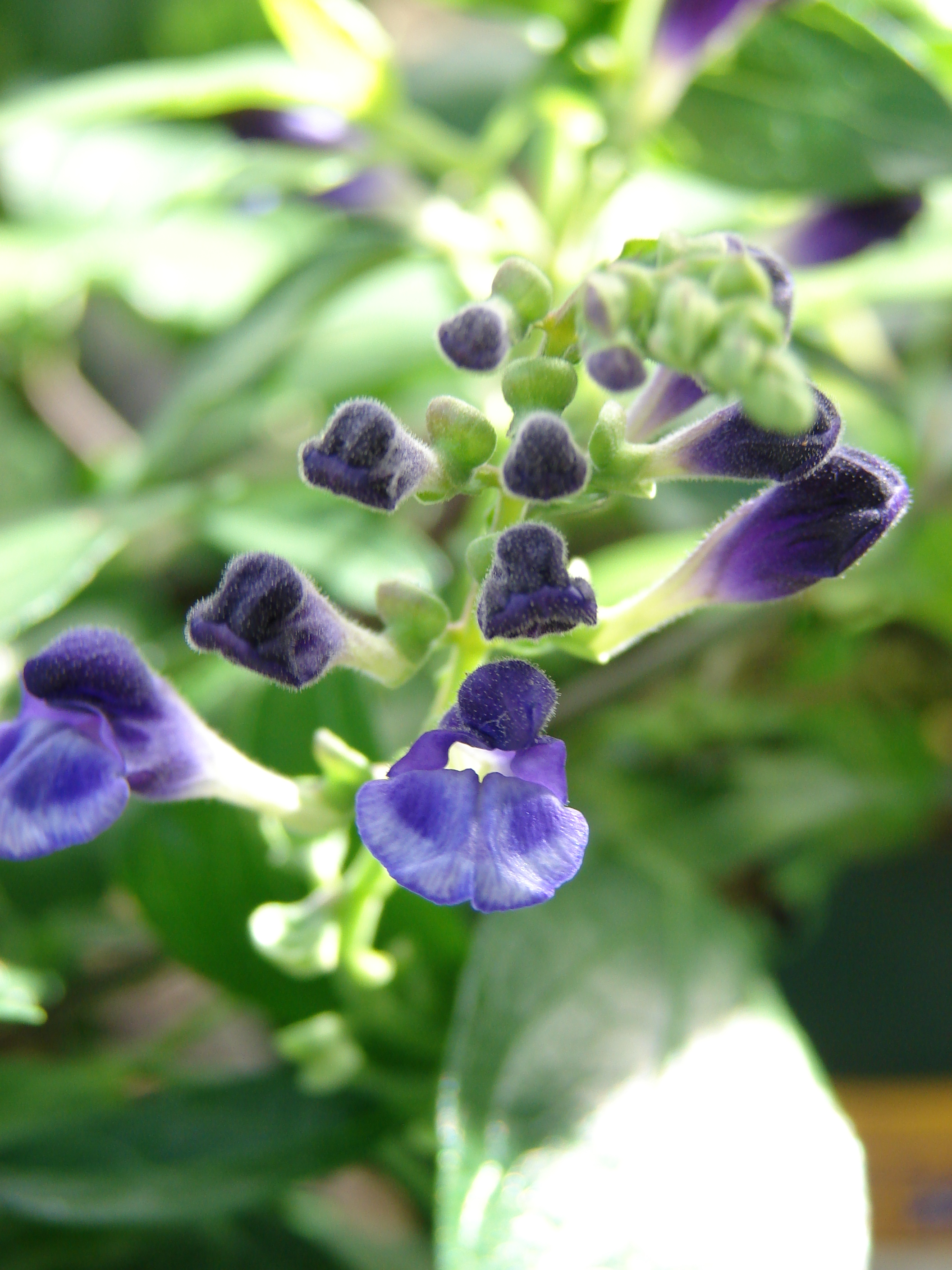
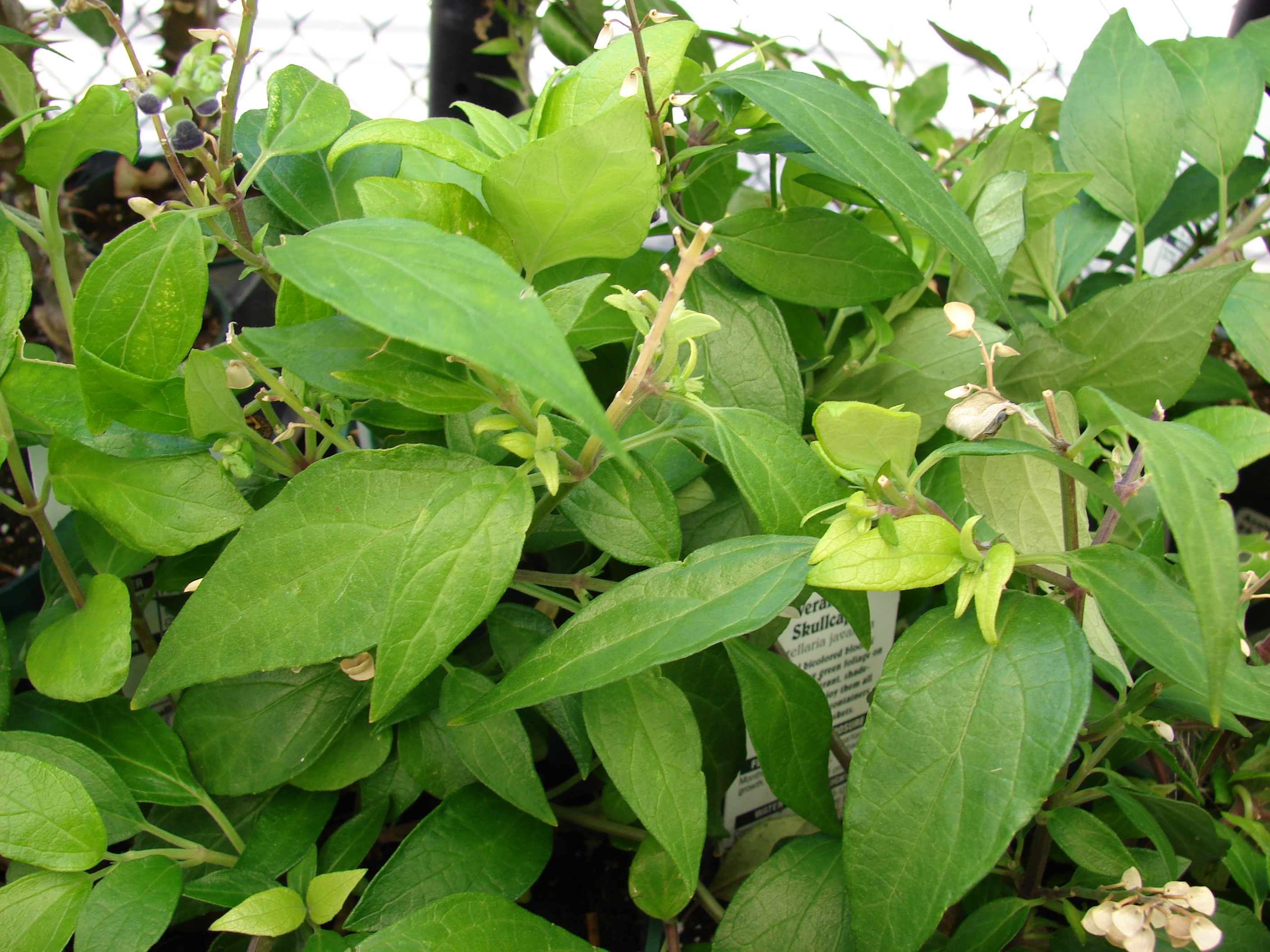